# La Mano (revista)
La Mano o Revista la Mano fue una publicación mensual argentina dirigida por Roberto Pettinato (hijo) desde 2004 hasta 2008. Su primera publicación fue en abril de 2004. Los integrantes del consejo de dirección inicial fueron Alfredo Rosso, Pipo Lernoud y Martín Pérez, hombres relacionados con la escena de la cultura local y de larga trayectoria en medios especializados. La Revista la Mano tuvo un antecedente con el mismo nombre de forma radiofónica en soporte gráfico producido y conducido por Lernoud y Rosso durante entre 1995y 1997 por RadioActiva. Como sostuvo Pipo Lernoud en el aniversario de la edición, la revista ya había sido pensada hace casi cuatro décadas junto a Mauricio Birabent (Moris) en un momento en el cual el rock local comenzaba a emerger: «Se llamaría La Mano, por el lunfardo carcelario y timbero de “¿Cómo viene la mano?”».

## Estilo de revista y polémicas
El primer ejemplar de la revista salió en abril de 2004, cuando se cumplió el 10.º aniversario del suicidio de Kurt Cobain, uno de los iconos más importantes e influyentes de la escena del rock mundial de los años 1990. La primera tapa fue una dedicatoria para él. Influencia musical y figura representativa del descontento social de una generación. No es inocente esta primer portada a modo de presentación de la revista incluida en un género y destinada a un público juvenil.
El surgimiento de la revista fue explicado por Herlax y Sansoni en vista de «el desencanto producido en la década del 90’ por parte de los jóvenes en relación a las cuestiones políticas, hace un análisis tomando como objeto de estudio al consumo por parte de éste grupo etario y vinculándolo a la conformación de una identidad. Para poder establecer la relación antedicha, trabajó sobre la conformación de una audiencia juvenil a partir del consumo de la cadena internacional MTV».
El periodismo de esta revista según los autores se parece por sus caracteres «al Nuevo Periodismo, popularizado por Tom Wolfe en los ’60, escribiendo artículos justamente para Rolling Stone, aunque también sobresalen John Sack y Hunter Thompson, autor del mítico libro Los Angeles del Infierno: la extraña y terrible saga de la banda de los motociclistas proscrito. Cuando Tomás Eloy Martínez sostiene que el periodista no es un actor pasivo que observa la realidad y la comunica sino, ante todo, una voz a través de la cual se puede pensar la realidad, reconocer las emociones y las tensiones secretas de la realidad, nosotros vemos esas mismas características en los textos de Lernoud, Rosso y Pérez. Cumpliendo el rol del periodista cultural, una función más amplia de la que indican los manuales de estilo, que propugnan redacciones objetivas (parcas, llanas, sin carga emotiva). La idea es entender el porqué y el para qué y el cómo de las cosas con el “deslumbramiento de quien las está viendo por primera vez”».
La revista llegó a un auge de polémica en un cruce en 2006 entre Pettinato y Luis Alberto Spinetta cuando este último acusó a Pettinato de grosero por la publicación (y tapa) de agosto de 2006.